# Joseph Devolder
Joseph Emmanuel Devolder (Brussel, 9 juli 1842 - 11 januari 1919) was een Belgisch politicus voor de Katholieke Partij.

## Levensloop
Na wijsbegeerte en letteren aan het Institut Saint-Louis in Brussel, promoveerde Devolder tot doctor in de rechten (1864) aan de ULB en vestigde zich als advocaat bij de balie van Brussel (tot 1893).
Als katholiek parlementslid doorliep hij een enigszins ongewone parlementaire loopbaan:
- 1886-1887: volksvertegenwoordiger voor het arrondissement Oudenaarde,
- 1894-1900: senator voor het arrondissement Neufchâteau,
- 1900-1919: senator voor het arrondissement Aarlen-Neufchâteau.

Van 1884 tot 1890 was hij lid van de Hoge Raad voor de Mijnen. In de jaren 1870-1880 was hij algemeen secretaris van de Comités voor de Vrije Scholen.
Hij werd lid van de regering-Auguste Beernaert:
- 1884-1887: minister van justitie,
- 1887-1890: minister van binnenlandse zaken en openbaar onderwijs.

In 1900 werd hij benoemd tot minister van Staat.
Na zijn regeerperiode werd Devolder opgenomen in de 'haute finance'. Hij werd in 1890 directeur (beheerder) van de Société Générale de Belgique. Van 1907 tot 1910 was hij vicegouverneur.
Zijn bestuursmandaat bij de Société Générale bracht hem in de beheerraden van talrijke ondernemingen:
- 1893: beheerder S.A. du Couchant du Flénu,
- 1893: beheerder Canal de Jonction de la Sambre à l'Oise,
- 1893: beheerder S.A. des Hauts Fourneaux et Forges de Dudelange,
- 1893-1895: beheerder S.A. du Gaz de Rio de Janeiro,
- 1893-1897: beheerder Société des Chemins de Fer de l'Est Belge,
- 1893-1905: beheerder Société des Chemins de Fer Liégeois-Namurois,
- 1893-1907: beheerder Société de l'Est de Lyon,
- 1893-1910: beheerder Société des Charbonnages des Produits au Flénu,
- 1893-1910: beheerder S.A. des Charbonnages Réunis à Charleroi,
- 1893-1910: beheerder S.A. des Aciéries d'Angleur,
- 1894-1906: beheerder Compagnies des Charbonnages Belges à Frameries,
- 1894-1910: beheerder Crédit Foncier de Belgique,
- 1896-1898: voorzitter Chemins de Fer de Namur à Liège et de Mons à Manage,
- 1897-1900: beheerder Compagnie du Touage de Bruxelles vers l'Escaut,
- 1897-1902: beheerder Société Belge des Chemins de Fer au Mexique,
- 1898-1899: beheerder Société des Chemins de Fer de Belgique,
- 1899-1900: beheerder Société d'Electricité Bouckaert et Compagnie,
- 1899-1907: beheerder Société d'Etude des Chemins de Fer en Chine,
- 1899-1910: beheerder Compagnie d'Electricité Anversoise,
- 1899-1910: voorzitter Compagnie Internationale pour le Commerce et l'Industrie,
- 1899-1910: voorzitter Banque d'Outremer,
- 1900-1903: voorzitter The Marconi International Marine Communication Cy Ltd,
- 1900-1905: beheerder The Belgo-Canadian Pulp Cy,
- 1901-1908: voorzitter Kopermijnen van Cmaquam (Brazilië),
- 1902-1910: voorzitter Compagnie Internationale de Tramways et d'Eclairage de T'ien-Tsin,
- 1906: beheerder Charbonnages d'Hornu et de Wasmes,
- 1906-1910: beheerder Charbonnages du Bois d'Avroy,
- 1906-1910: beheerder Société de l'Electricité de l'Escaut (EBES),
- 1907-1908: voorzitter Compagnie des Charbonnages Belges à Frameries,
- 1907-1910: voorzitter Bank van Roeselare-Tielt,
- 1907-1910: beheerder Banque Sino-Belge,
- 1909: beheerder Compagnie des Charbonnages Belges à Frameries,
- 1909-1917: beheerder Charbonnages du Nord de Charleroi,
- 1910: beheerder Charbonnages d'Hornu et de Wasmes,
- 1910: voorzitter Compagnie des Charbonnages Belges à Frameries,
- 1912: beheerder Agglomères du Bassin de Charleroi.

De relaties die hij als minister had met koning Leopold II hadden tot gevolg dat hij ook in Congolese zaken geïnteresseerd werd:
- beheerder in officiële organismen:
  - 1889-1908: lid, ondervoorzitter en voorzitter van de Hoge Raad voor Congo,
  - 1908-1919: voorzitter van de Hoge Raad bij het Ministerie van Kolonies,
  - lid van de Studiecommissie aangaande de militaire toestand in Congo,
- bestuurder in ondernemingen:
  - 1907-1908: beheerder Union-Minière du Haut-Katanga,
  - 1907-1910: voorzitter Compagnie des Chemins de Fer du Congo,
  - 1907-1908: voorzitter Compagnie du Congo pour le Commerce et l'Industrie,
  - 1907-1908: voorzitter Compagnie du Katanga,
  - 1910: beheerder Compagnie Foncière; Agricole et Pastorale du Congo.

Devolder trouwde met Adèle Ronchain. Hun dochter Anne de Volder (1879-1945) trouwde met de secretaris-generaal van het Ministerie van Justitie Antoine Ernst de Bunswyck.